# Strubiny (województwo warmińsko-mazurskie)
Strubiny – osada w Polsce położona w województwie warmińsko-mazurskim, w powiecie braniewskim, w gminie Braniewo. W latach 1975–1998 miejscowość położona była w województwie elbląskim.
Ze Sturbin pochodziła nauczycielka Otylia Kreutner, która w 1887 r., po sześciu latach nauczania w szkole w Lamkowie została przeniesiona do Tolkowca koło Braniewa, mimo że odwoływała się od tej decyzji, powołując się na to, że "w tamtej okolicy są zwyrodniali ludzie a ponadto pierwszym nauczycielem w Tolkowcu jest osoba nieodpowiednia - kawaler".
Inne miejscowości o nazwie Strubiny: Strubiny